# Uta Birnbaum
Uta Birnbaum (* 1933; † 30. Dezember 2022 in Oldenburg in Holstein) war eine deutsche Theater- und Filmregisseurin. 

## Leben
Birnbaum studierte von 1952 bis 1956 Theaterwissenschaft an der Theaterhochschule Leipzig. Von 1956 bis 1968 war sie als Regie- und Dramaturgieassistentin, später als Regisseurin, am Berliner Ensemble engagiert. Sie richtete 1966 für die Märchen-Novelle Der Schuhu und die fliegende Prinzessin gemeinsam mit Peter Hacks den Text für die „Schaubühne“ ein. Anlass war die Studioinszenierung der Staatlichen Schauspielschule Berlin im BAT (Berliner Arbeiter- und Studententheater) am 29. April 1966 in Berlin. Sie führte Regie. Darsteller waren die Absolventen des 3. Studienjahres gemeinsam mit den Studenten des 1. Studienjahres.  Von 1968 bis 1970 war sie am Deutschen Theater Berlin als Regisseurin tätig. Anschließend arbeitete sie bis 1973 als freie Regisseurin.
Von 1973 bis 1980 war sie Schauspieldirektorin am Hans Otto Theater in Potsdam, schließlich von 1980 bis 1982 Regisseurin an den Städtischen Bühnen Wuppertal. Danach arbeitete sie wieder als freie Regisseurin. Sie unterrichtete Regie an der Schauspielschule Berlin und an der Hochschule für Musik und Theater in Hannover.
Birnbaum war mit dem Schriftsteller Stefan Schütz verheiratet. Bei mehreren Uraufführungen seiner Stücke führte sie Regie, u. a. bei Weder der Teufel los noch Stille (späterer Titel: Die Fabrik im Walde; UA: Hans Otto-Theater Potsdam 1975), Die Amazonen (UA: Theater Basel 1977, mit Barbara Nüsse), Odysseus’ Heimkehr (UA: Städtische Bühnen Wuppertal 1981) und Sappa (UA: Städtische Bühnen Wuppertal 1982).
Birnbaum starb im Dezember 2022 nach „langer schwerer Krankheit“.

## Inszenierungen
- 1966: Peter Hacks: Der Schuhu und die fliegende Prinzessin (Hochschule für Schauspielkunst „Ernst Busch“ Berlin im Berliner Arbeiter-Theater)
- 1968: Hermann Kant: Die Aula (Deutsches Theater Berlin)
- 1969: Hans Lucke: Mäßigung ist aller Laster Anfang – Regie mit Friedo Solter (Deutsches Theater Berlin – Kammerspiele)
- 1974: Heiner Müller: Zement (Hans Otto Theater, Potsdam)
- 1980: Georg Kaiser: Von morgens bis mitternachts (Volksbühne Berlin)

## Filmografie (Auswahl)
- 1973: Das Honigfaß
- 1978: Amphitryon